# 波普拉夫尼基
49°9′13″N 24°41′39″E / 49.15361°N 24.69417°E
波普拉夫尼基（烏克蘭語：Поплавники），是烏克蘭西部的村莊，隸屬伊萬諾-弗蘭科夫斯克州的伊萬諾-弗蘭科夫斯克區。該村始建於1954年，面積4.5平方公里，2021年人口235，人口密度每平方公里60.7人。